# 장희원
장희원(1994년 1월 21일 ~ )은 대한민국 여성 싱어송라이터이다.

## 학력
- 동아방송예술대학 실용음악과

## 음악 활동
- 2014.05.27 디지털싱글 《몰랐어》
- 2015.08.11 디지털싱글 《붉은 달》
- 2015.11.30 미니앨범 《장희원 미니앨범》- (애플리케이션), (1.붉은달/2.몬스터/3.잠/4.새벽활동)
- 2016.10.05 컴필레이션앨범 《bright #5》-어른이 된다는 건 (어른이 된다는 건 M/V)
- 2017.06.08 디지털싱글 《5cm》 M/V
- 2017.07.27 미니앨범 《ㅎ/》, (1.5cm(Feat.김민석)/2.배드민턴/3.누워 자란(Feat.오왠)/4. 나무에 걸린 물고기EP Ver.)) (배드민턴 M/V)

## 수상
2016년 제27회 유재하음악경연대회 대상 (장희원팀)
2016년 제27회 유재하음악경연대회 CJ문화 대상 (장희원팀)